# Tram STEL serie 110-115
Le vetture serie 110 ÷ 115 della STEL, poi passate all'ATM di Milano, erano una serie di elettromotrici progettate per il traino di treni locali sulle tranvie interurbane milanesi.

## Storia
Costruite nel 1935 dalla Breda le motrici serie 110 ÷ 115 erano caratterizzate da un'elevata capacità di accelerazione, utile nel caso di servizi con fermate ravvicinate.
Poste in servizio sulla linea Milano-Monza, dove effettuavano i treni locali da Milano a Sesto San Giovanni, potevano essere accoppiate negli orari di punta alle 4 rimorchiate numerate da 307 a 310, fornite nello stesso periodo dalla Breda. Nonostante ciò, furono le prime vetture, costruite dalla STEL, a non avere l'intercomunicazione, visto che il controllore poteva passare rapidamente da un vagone all'altro.
A seguito della soppressione della linea Milano-Monza nel 1966 alcune unità furono trasferite ed utilizzate sulla linea Milano-Carate, con il compito di effettuare i treni più leggeri, oltre al servizio locale per Milanino. 
A metà anni '80 tutte le unità furono progressivamente accantonate, in alcuni casi vendute a privati che le hanno poi demolite, eccetto la 114, che rimase confinata a svolgere come ultimo incarico le corse di morbida sul Milanino fino agli anni novanta; nel frattempo, quest'ultima venne dotata di nuovi pantografi monobraccio in sostituzione dei vecchi trolley. 
Ad oggi l'unità 114 risulta ancora esistente, rimasta a lungo accantonata su un binario all'aperto del dismesso deposito di Desio, pur risultando in cattive condizioni, è stata trasferita insieme ad altro materiale tranviario di interesse storico nell'ottobre 2022 al deposito di Precotto.

## Livree
Le vetture entrarono in servizio nella livrea bianco gesso tipica dei mezzi STEL, con il passaggio all'ATM le stesse assunsero una colorazione a due toni di verde simile a quella dei tram urbani ma con un caratteristico disegno frontale "a scudo".
Durante il periodo bellico il tetto divenne scuro ma nel secondo dopoguerra esso fu ricolorato con il tono di verde più chiaro, identico a quello adottato per la parte superiore della vettura in corrispondenza dei finestrini. Nel 1986, la 114, ultima Breda ancora in servizio, ricevette la livrea "arancio ministeriale" con banda nera.